# بي ريفيس إيسون
بي ريفيس إيسون (بالإنجليزية: B. Reeves Eason)‏ مواليد 02 أكتوبر 1886 في نيويورك، الولايات المتحدة - الوفاة 09 يونيو 1956 في شيرمان أوكس، الولايات المتحدة، هو ممثل ومخرج وكاتب سيناريو أمريكي بدأ مسيرته الفنية سنة 1914. امتدت مسيرته الفنية لأكثر من 36 عاما.

## الأعمال
- أنفه في الكتاب
- الشجاعة الحمراء
- شبح غالوبينغ
- آخر سلالة الموهيكيين
- ذا لو أوف ذا ويلد

## روابط خارجية
- بي ريفيس إيسون على موقع IMDb (الإنجليزية)
- بي ريفيس إيسون على موقع ألو سيني (الفرنسية)
- بي ريفيس إيسون على موقع أول موفي (الإنجليزية)
- بي ريفيس إيسون على موقع قاعدة بيانات الأفلام السويدية (السويدية)
- بي ريفيس إيسون على موقع قاعدة بيانات الفيلم (الإنجليزية)
- بي ريفيس إيسون على موقع كينوبويسك (الروسية)